# Suburban Kids with Biblical Names

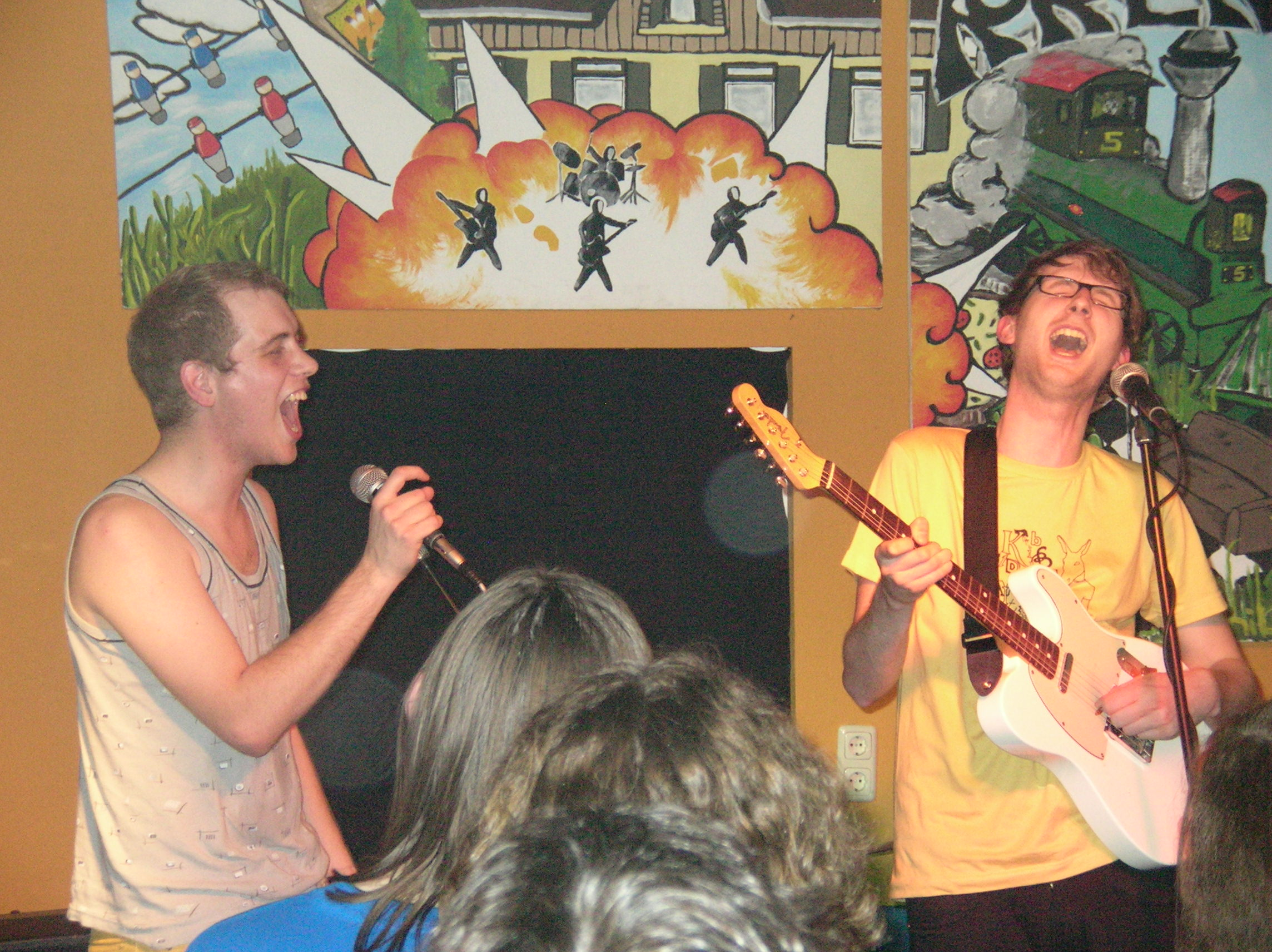
Suburban Kids With Biblical Names under en spelning i Tyskland 2006.

Suburban Kids with Biblical Names (engelska: "Förortsungar med bibliska namn") är en duo från Haninge i Sverige. Gruppen bildades i slutet av 2003 och består av Johan Hedberg och Peter Gunnarsson. Bandet ligger på skivbolaget Labrador. 
Bandets låtar innehåller vardagliga betraktelser och handlar ofta om livet i staden ur en ung vuxens perspektiv. Deras musik definieras ibland som indiepop och tweepop.
Bandnamnet är taget från texten till Silver Jews låt "People".

## Diskografi

### Album
- 2005 - #3

### EP
- 2004 - #1
- 2005 - #2
- 2009 - #4